# Copie privée
 (juillet 2023).
Motif : Revoir le plan et fusionner les infos en double
La copie privée est une exception au droit d'auteur. Instaurée d’abord en Allemagne en 1965 en règlement d’un contentieux juridique entre la Gema, société de gestion de droits et le fabricant d’enregistreurs Grundig. Elle autorise un particulier à copier pour son usage personnel ou restreint une œuvre soumise au droit d'auteur, et est appliquée dans la majorité des pays d'Europe, ainsi que dans d'autres pays du monde.
La copie privée ne doit pas être confondue avec la copie de sauvegarde qui concerne notamment les logiciels, et non directement le droit d'auteur.

## Principes généraux
L'exception de copie privée autorise une personne à reproduire une œuvre de l'esprit pour son usage privé, ce qui implique l'utilisation personnelle, mais également dans le cercle privé incluant le cadre familial.
En contrepartie est prélevée une redevance sur les dispositifs de stockage utilisés, afin de compenser le manque à gagner des ayants droit. Une grande partie des pays d'Europe, l'Amérique du Nord et l'Australie ont un dispositif de copie privée. C'est en Allemagne, dans les années 1960 que ce prélèvement est réalisé pour la première fois.

## France
L'article L122-5 du Code de la propriété intellectuelle dispose que :
Lorsque l’œuvre a été divulguée, l'auteur ne peut interdire :
[…]
2° Les copies ou reproductions réalisées à partir d'une source licite et strictement réservées à l'usage privé du copiste et non destinées à une utilisation collective, à l'exception des copies des œuvres d'art destinées à être utilisées pour des fins identiques à celles pour lesquelles l’œuvre originale a été créée et des copies d'un logiciel autres que la copie de sauvegarde établie dans les conditions prévues au II de l'article L. 122-6-1 ainsi que des copies ou des reproductions d'une base de données électronique ;
Il s'agit donc d'une exception au droit d'exploitation de l'auteur, la copie sans l'accord de l'auteur, de ses ayants droit ou de ses ayants cause étant en dehors de ce cas illicite.

### Portée de la copie
La question de la licéité de la source reste en suspens, à savoir que la disposition de la copie privée n'autorise pas la circulation des fichiers acquis de manière illicite. La Cour de cassation, dans son arrêt du 30 mai 2006, avait évoqué ce point en reprochant à la cour d'appel de Montpellier d'avoir relaxé une personne prévenue d'avoir copié illégalement 509 films sans se prononcer sur le caractère licite ou non de la source. L'affaire avait été renvoyée devant la cour d'appel d'Aix-en-Provence qui a condamné l'internaute en 2007 pour contrefaçon en se fondant sur le fait qu'il avait prêté les CD sur lesquels il avait gravé des films à des amis, dépassant le cadre de l'usage privé.

### Redevance sur la copie privée
Instaurée en 1985, la redevance pour copie privée est appliquée sur tous les supports analogiques ou numériques. Au début, seules les bandes magnétiques étaient concernées. Aujourd'hui tout ce qui est susceptible de contenir de la musique, des vidéos, des textes ou des images fait l'objet d'un prélèvement, qui va de quelques centimes d'euros a plusieurs dizaines d'euros, payé au moment de l'achat.
En contrepartie du droit de copie, une partie du prix d'achat de tous les consommables numériques et appareils multimédia. Progressivement, les CD et DVD (2001), clefs USB et disques durs (2006), smartphones puis tablettes, et finalement les GPS ou autoradios (2011) se sont vu imposer la redevance sur la copie privée. Dans la pratique, en 2023, pour un DVD-R de 4,7 Go vierge, elle représente 0,90 euro, 20 euros pour un disque dur externe disposant d'une capacité de stockage de 1 To et 14 euros pour un smartphone disposant d'une capacité de stockage de 64 Go ou plus. Cette taxe se présente sous la forme d'une redevance. En France ne sont pas assujettis les disques durs internes, mais bien les disques durs externes.
Concernant initialement uniquement les produits neufs, les smartphones et tablettes reconditionnés sont aussi concernés depuis le 1er juillet 2022. L'étude d’impact économique censée accompagner cette loi n'a pas été publiée.
La loi précise la clé de répartition de cette rémunération entre les différentes catégories d’ayants droit. La rémunération pour copie privée des phonogrammes profite pour 50 % aux auteurs, pour 25 % aux artistes-interprètes et, pour 25 %, aux producteurs. Celle des vidéogrammes est répartie à parts égales entre les auteurs, les artistes interprètes et les producteurs. La rémunération pour copie privée des autres œuvres profite à parts égales aux auteurs et aux éditeurs. 25 % de la copie privée sert à financer la création culturelle et artistique,, les 75 % restants sont destinés à la compensation pour les ayants droit.
L'obligation de payer cette redevance s'impose aux fabricants ou aux importateurs installés en France. Les sites internet européens n'y sont pas soumis, a rappelé la cour d'appel de Paris dans un arrêt du 22 mars 2007. Toutefois, d'un point de vue réglementaire, tout usager qui acquiert ce type de support est théoriquement redevable de cette redevance (de fait, les transactions grand-public via Internet sont rarement contrôlées par l'administration fiscale ou les douanes, faute de moyens).
Revenus générés par la Copie Privée française depuis 1985 (en millions d’euro HT)
- Part audiovisuelle
- Part sonore
- Part de l’écrit
- Part de l’image fixe

Source : Ministère de la Culture
Malgré la réforme DADVSI réduisant voire annulant dans certaines conditions le droit à la copie privée, la redevance sur la copie privée est, elle, restée intacte. Elle a rapporté plus de 163 millions d'euros en 2007.
Selon Henri Crohas, PDG et fondateur de Archos, entreprise d'importation d'appareils numériques, cette entreprise aurait versé 3 millions d'euros de redevance pour la copie privée en 2009, soit 5 % de son chiffre d'affaires.
Cette situation a poussé les fabricants à demander une réforme effective du système en mai 2014.

### Problème sur le taux de rémunération
Le Conseil d'État dans une décision rendue le 11 juillet 2008, a estimé que le taux de rémunération n'était pas compatible avec les dispositions du code de propriété intellectuelle. Le Conseil a donc annulé la décision no 7 du 20 juillet 2006 de la commission relative à la rémunération pour copie privée, en estimant que la rémunération pour copie privée ne peut prendre en considération que les copies licites réalisées dans les conditions prévues par les articles L. 122-5 et L. 311-1 du code de la propriété intellectuelle, notamment les copies réalisées à partir d’une source acquise licitement. Ainsi, la redevance calculée en tenant compte du préjudice subi du fait des copies illicites de vidéogrammes ou de phonogrammes n'est donc pas valable.

### Faiblesses du système
En France, les puissants groupes détenteurs de droits (disque, cinéma, vidéo) ont souhaité que le législateur intervienne et que plusieurs lois limitent considérablement le droit de copie privée y compris dans la sphère dite du « cadre familial ».
À partir de 2009, un problème apparaît au niveau commercial et industriel :
- D'un côté, la vente et l'usage de dispositifs d'enregistrement restent totalement libres, mais taxés : magnétoscopes, (DVDscopes), enregistreurs numériques à disque dur, PC (multimédias), cartes de numérisation pour ordinateurs, récepteurs TV (TNT) avec disques durs intégrés, etc. Principalement adaptés à l'enregistrement et à la sauvegarde d'émissions et programmes de radio et de télévision.

- De l'autre côté, la mise en œuvre de dispositifs anti-copie de certains éditeurs et des chaînes qui diffusent en numérique (Canalsat, Canal+, OrangeTV, FreeTV, etc.).

Ces dispositifs (Cinavia, Macrovision, HDCP) rendant quasi impossible la constitution d'une vidéothèque personnelle.
De plus, alors qu'une redevance sur tous les supports numériques est censée autoriser de telles copies, ce sont souvent les abonnés des bouquets payants qui se voient soit interdire la copie, soit devoir rajouter un déverrouillage payant pour l'enregistrement unique sans autre copie (exemple : Canalsat).
En 2014, la Hadopi impose d'offrir aux utilisateurs un flux non chiffré destiné à la copie privée, étant donné que le disque dur interne aux « box » est assujetti à la redevance.

### Problèmes de remboursement pour les professionnels
Les professionnels qui n'utilisent pas les dispositifs de stockage pour des œuvres culturelles sont normalement exonérés de copie privée. Cependant, cette exonération a mis 13 ans à être appliquée et les procédures administratives de remboursement sont fastidieuses, pour un résultat incertain. En pratique, il arrive que des sociétés se fournissent dans un autre pays membre de l'Union européenne, qui leur permet de ne pas payer cette redevance. La société Imation a refusé de payer la redevance à partir de 2011, car a constaté que les professionnels, qui forment une grande majorité de sa clientèle, n'étaient pas exemptés. La société a été condamnée par le tribunal de grande instance en avril 2016, et fait appel de cette décision. Elle pourrait viser un appel à la Cour de justice de l'Union européenne, car l'Europe impose que les professionnels soient exemptés,. 
Imation assigne en décembre 2022 l'État devant le tribunal de commerce de Paris pour violation du droit européen, au vu d'arrêts favorables de la CJUE devant des cas similaires dans des États européens voisins.

### Critiques concernant l'équilibre de la commission
La commission copie privée est composée d'un collège composé de 12 représentants des ayants droit, 6 des industriels (fabricants et importateurs de supports) et 6 des consommateurs. Ce déséquilibre fait que les ayants droit obtiendront souvent la majorité, et facilite une augmentation des tarifs. Pour protester, les représentants des industriels ont pratiqué la politique de la chaise vide de 2012 à 2015.
Le 14 octobre 2015, la commission siège à nouveau, et devrait commencer par régler des problèmes de cohérence des barèmes. Par ailleurs, pour lutter contre le déséquilibre, 3 membres du gouvernement, pour les ministères de la culture, de la consommation et de l'industrie seront nommés de façon neutre, afin d'équilibrer les prises de décisions.

### Extensions de la copie privée
Il a été plusieurs fois proposé d'étendre l'assiette de la redevance copie privée, notamment :
- Concernant l'impression 3D, introduire une taxe sur le matériel nécessaire à l'impression a été refusé. En effet, l'impression d'un modèle protégé est de la contrefaçon, et on ne saurait avoir une taxe compensant un délit[30].
- Concernant le cloud computing, ou infonuagique, une proposition d'extension a été rejetée à l'Assemblée[31], mais la SACEM pousse le Sénat à l'accepter[32]. Les professionnels mettant en place ce type de service ont déjà en place des accords avec les ayants droit[33], et nombre de sociétés ne sont pas basées en France, ce qui ne serait pas productif. Par ailleurs, le cloud computing utilise du matériel de stockage dont l'achat a déjà conduit au paiement de cette redevance, et il serait difficile de faire payer deux fois la même taxe[34].
- Les bibliothèques sont également assujetties à la copie privée, et des « copy-parties » sont organisés pour revendiquer le droit de copie privée en bibliothèque[35].
- Les disques durs internes ne sont pas taxés, contrairement aux disques durs externes[36]. À l'origine, le but était de réduire la fracture numérique. Il est possible que les tarifs soient alignés dans l'avenir.

### Rapport de 2022
Un rapport de 2022 par l'Inspection générale des finances et l'Inspection générale des affaires culturelles critique le mécanisme. Alors que la copie privée est un phénomène en déclin, la rémunération pour copie privée n'a jamais autant rapporté. Les études d'usage sont obsolètes, souffrent de lacunes importantes, sont biaisées pour favoriser les ayants droit et ne sont pas publiées. Le montant payé en France est largement supérieur à celui des autres pays européens.

## Europe
La copie privée, ou un mécanisme similaire existe dans d'autres pays européens, mais à des taux très différents. La Commission européenne voudrait harmoniser les taux.
Le rapport Castex, adopté en février 2014, pose l'extension de la copie privée à toute l'Europe et vise à l'harmoniser.
Début 2016, il devrait être étudié par Bruxelles[Qui ?], notamment concernant la transparence des sommes versées, et l'harmonisation du barème. Notamment, les barèmes en France sont de loin les plus élevés d'Europe, selon une étude de l'association UFC-Que choisir. Dans ce contexte, le député de Haute-Savoie Lionel Tardy dépose à l'Assemblée nationale une proposition de loi en février 2016 pour la réforme de la rémunération pour copie privée.